# Jepara (Buay Pematang Ribu Ranau Tengah)
Jepara is een bestuurslaag in het regentschap Ogan Komering Ulu Selatan van de provincie Zuid-Sumatra, Indonesië. Jepara telt 497 inwoners (volkstelling 2010).